# Paweł Janduda
Paweł Janduda (ur. 19 lutego 1956 w Chorzowie) – polski piłkarz grający na pozycji napastnika. Syn Henryka, bratanek Józefa.

## Kariera piłkarska

### Wczesna kariera
Paweł Janduda karierę piłkarską rozpoczął w 1970 roku w juniorach Stadionu Śląskiego Chorzów, w których grał do 1974 roku.

### Kariera w Polsce
Następnie został zawodnikiem ROW Rybik, w barwach którego 6 kwietnia 1974 roku w przegranym 2:1 meczu wyjazdowym z Polonią Bytom zadebiutował w ekstraklasie, zastępując w 2. połowie meczu Henryka Zdebela. W sezonie 1974/1975 wraz z drużyną rezerw dotarł do finału Pucharu Polski, w którym Zielono-Czarni 1 maja 1975 roku na Stadionie Cracovii w Krakowie przegrali po serii rzutów karnych 3:2 (po dogrywce 0:0) ze Stalą Rzeszów (Janduda nie grał w finale), natomiast w sezonie 1976/1977 zajmując ostatnie – 16. miejsce, spadł z klubem do II ligi gr. południowej, a po sezonie 1977/1978 po zajęciu zaledwie 5. miejsca w rozgrywkach ligowych odszedł z klubu.
Następnymi klubami w karierze Jandudy były: Polonia Bytom (1978–1980) oraz Górnik Zabrze (1980–1982).
W latach 1982–1987 reprezentował barwy występującej wówczas w Grupie 2 II ligi Górnika Knurów, z którym w sezonie 1986/1987 był bliski awansu do ekstraklasy, jednak przegrał w barażach decydującą rywalizację ze Stalą Stalowa Wola (2:1, 0:2).

### Kariera za granicą
Następnie wyjechał do Australii, gdzie w latach 1988-1990 grał w polonijnym klubie - Polonia Sydney, a w 1990 roku został zawodnikiem niemieckiego TuS Ahlen, w którym w 1994 roku zakończył karierę piłkarską.
Łącznie w ekstraklasie rozegrał 115 meczów, w których zdobył 24 gole.

## Sukcesy
ROW II Rybnik
- Finał Pucharu Polski: 1975

## Życie prywatne
Paweł Janduda jest synem piłkarza, reprezentanta kraju – Henryka (1924–2008) oraz bratankiem Józefa (ur. 1942) – również piłkarza.